# Monodora tenuifolia
Espèce
Statut de conservation UICN

 LC  : Préoccupation mineure
Monodora tenuifolia est une espèce de plantes de la famille des Annonacées originaire d'Afrique.